# 沙盒效應
沙盒效應是一種有關Google搜尋的理論，是指Google搜索對所有網頁進行排名的演算法，不只是調整網頁在Google目錄中的先後順序而已，也可以觸發一些過濾機制，避免一些網頁對Google的排名演算法有過大的影響力。有一些因素會影響過濾機制，其中有一個是網域首次出現在Google搜索中的時間，一般剛出現在Google搜索的新網域可能會被過濾掉，避免這些網域立刻影響Google排名。